# Bingo del Tondou
Bingo del Tondou (né le 1er avril 2011) est un cheval hongre Selle français de robe grise, monté en saut d'obstacles par la cavalière française Pénélope Leprévost.
Pré-sélectionné pour les Jeux olympiques d'été de 2024, il en est finalement privé à cause d'une blessure.

## Histoire
Bingo del Tondou naît le 1er avril 2011, à l'élevage de Thierry Flandin situé à Longnes, dans les Yvelines, en Île-de-France. 
Il est castré en 2017, à l'âge de six ans. Durant ses jeunes années, il est entraîné au saut d’obstacles jusqu'au niveau international CSI4* par Régis Bouguennec, puis par Michel Robert, avant d'être confié à la cavalière française Pénélope Leprévost en 2022. Il appartient à la SCEA Hapi et à l’EURL de Michel Robert.
Il participe à sa première Coupe du monde de saut d'obstacles à Lyon en octobre 2022.
Il est pré-sélectionné avec Pénélope Leprévost pour les Jeux olympiques d'été de 2024 à Paris, mais une blessure au boulet nécessitant opération et convalescence le prive de participation olympique.

## Description

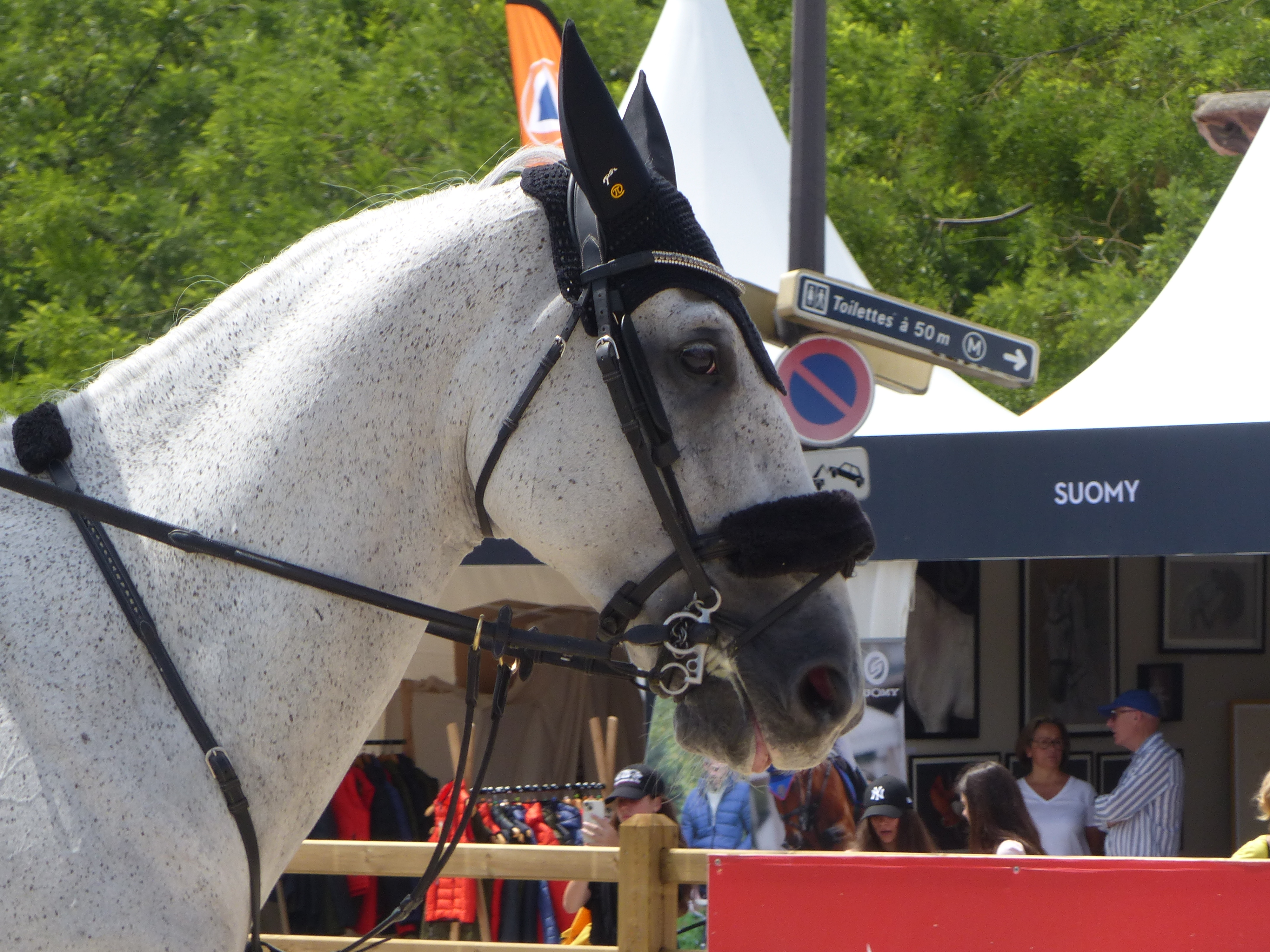
Tête de Bingo del Tondou.

Bingo del Tondou est un cheval hongre de robe grise, inscrit au stud-book du Selle français.

## Palmarès
Il atteint un indice de saut d'obstacles (ISO) de 172 en 2023.
Il remporte le CSI3* de Munich en mai 2023.

## Origines
Il présente des origines essentiellement françaises et belges, puisque son père est Vigo d'Arsouilles, et que sa mère Firenze VH Waterschoot est une fille de l'étalon Querlybet Hero,. Il présente 39 % d'ancêtres Pur-sang. 